# Gmina Đulovac
Gmina Đulovac (chorw. Općina Đulovac) – gmina w Chorwacji, w żupanii bielowarsko-bilogorskiej.

## Miejscowości
- Bastajski Brđani
- Batinjani
- Batinjska Rijeka
- Borova Kosa
- Dobra Kuća
- Donja Vrijeska
- Donje Cjepidlake
- Đulovac
- Gornja Vrijeska
- Gornje Cjepidlake
- Katinac
- Koreničani
- Kravljak
- Mala Babina Gora
- Mala Klisa
- Mali Bastaji
- Mali Miletinac
- Maslenjača
- Nova Krivaja
- Potočani
- Puklica
- Removac
- Škodinovac
- Stara Krivaja
- Velika Babina Gora
- Velika Klisa
- Veliki Bastaji
- Veliki Miletinac
- Vukovije